# Liste der Einträge im National Register of Historic Places im Pierce County (Wisconsin)

Lage des Pierce County in Wisconsin

Die Liste der Einträge im National Register of Historic Places im Pierce County in Wisconsin führt alle Bauwerke und historischen Stätten im Pierce County auf, die in das National Register of Historic Places aufgenommen wurden.
| [ 2 ] | Name                                        | Bild                                        | Eintragsdatum        | Lage                                                 | Ort           | Beschreibung |
| ----- | ------------------------------------------- | ------------------------------------------- | -------------------- | ---------------------------------------------------- | ------------- | --- |
| 1     | Diamond Bluff Site-Mero Mound Group         |                                             | 1975 ID-Nr. 75000075 | Adresse nicht veröffentlicht                         | Diamond Bluff | Archäologische Stätte mit Gräbern aus der Woodland-Periode |
| 2     | Roscius S. and Lydia R. Freeman House       | Roscius S. and Lydia R. Freeman House       | 2007 ID-Nr. 07000501 | 220 North 3rd Street 44° 51′ 41″ N, 92° 37′ 19″ W    | River Falls   | 1908 errichtetes Wohnhaus |
| 3     | Glen Park Municipal Swimming Pool           | Glen Park Municipal Swimming Pool           | 2007 ID-Nr. 07000542 | 355 Park Street 44° 51′ 18″ N, 92° 38′ 0″ W          | River Falls   | Zwischen 1933 und 1937 im Rahmen einer Arbeitsbeschaffungsmaßnahme errichtetes öffentliches Schwimmbad |
| 4     | H. S. Miller Bank                           | H. S. Miller Bank                           | 1994 ID-Nr. 94000998 | 223 Broad Street 44° 44′ 59″ N, 92° 48′ 8″ W         | Prescott      | 1885 im Italianate-Stil errichtetes Bankgebäude; heute ein Besucherzentrum |
| 5     | North Hall-River Falls State Normal School  | North Hall-River Falls State Normal School  | 1986 ID-Nr. 86000627 | University of Wisconsin 44° 51′ 17″ N, 92° 37′ 21″ W | River Falls   | Gebäude der University of Wisconsin-River Falls, die ein Teil des University of Wisconsin System ist |
| 6     | Pierce County Courthouse                    | Pierce County Courthouse                    | 1982 ID-Nr. 82000696 | 411 West Main Street 44° 43′ 57″ N, 92° 29′ 5″ W     | Ellsworth     | 1905 errichtetes Gerichts- und Verwaltungsgebäude |
| 7     | Daniel Smith House                          | Daniel Smith House                          | 1984 ID-Nr. 84003775 | 331 North Lake Street 44° 45′ 2″ N, 92° 48′ 11″ W    | Prescott      | 1853 im Stil des Greek Revival errichtetes Wohnhaus des Büchsenmachers Daniel Smith |
| 8     | South Hall, River Falls State Normal School | South Hall, River Falls State Normal School | 1976 ID-Nr. 76000073 | 320 East Cascade Avenue 44° 51′ 13″ N, 92° 37′ 23″ W | River Falls   | Stelle, an 1874 eine Schule zur Ausbildung von Lehrern eröffnet wurde. Das Haus brannte 1897 ab und wurde ein Jahr später wieder aufgebaut. Heute ist das Gebäude Teil der University of Wisconsin-River Falls |